# Na samym dnie (film 1970)
Na samym dnie (ang. Deep End) – niemiecko-brytyjski film obyczajowy z 1970 roku w reżyserii Jerzego Skolimowskiego, na podstawie scenariusza napisanego przezeń wraz z Jerzym Gruzą i Bolesławem Sulikiem.

## Opis fabuły
Film opisuje historię młodzieńca Mike’a, który podejmuje pracę w łaźni publicznej jako pomocnik. Tam zakochuje się w starszej od siebie koleżance z pracy Susan, która jednak nie traktuje poważnie jego zalotów, ani jego samego. Z jednej strony ma bowiem narzeczonego, z drugiej zaś bardziej niż Mike interesuje ją dojrzalszy od niego nauczyciel pływania. Młodzieniec natomiast wzbudza znaczne zainteresowanie u znacznie starszych klientek łaźni. Te obyczajowo-erotyczne perturbacje kończą się tragicznie.

## Obsada
- John Moulder-Brown – Mike
- Jane Asher – Susan
- Karl Michael Vogler – instruktor pływania
- Sean Barry-Weske – Ruffian
- Dieter Eppler – Stoker
- Gerald Rowland – przyjaciel Mike’a
- Jerzy Skolimowski – pasażer w metrze czytający „Trybunę Ludu”

## Odbiór
W recenzji Philipa Frencha z „The Guardiana” podkreślony został osobliwy tragizm filmu: „Sztywne aktorstwo podtrzymuje senną atmosferę, rzekome seksualne wyzwolenie lat 60. traktowane jest jako urojona farsa, a niezwykła kulminacja rozgrywa się w pustym basenie”. Jaime M. Christley z magazynu „Slant” dowodził możliwych wzajemnych inspiracji między Skolimowskim a Romanem Polańskim, zwracając ponadto uwagę na pracę kamery: „Nieustannie hiperaktywna kamera Skolimowskiego odzwierciedla nie tylko rosnącą niestabilność psychiczną i emocjonalną głównego bohatera, ale sugeruje, że coś jest nie tak również wokół niego”. Recenzja na łamach magazynu „Time Out” podkreślała, że „dziwaczne, piękne zakończenie jest najważniejszym momentem tego cudownie tajemniczego filmu”.